# Johannes Barra
Johannes Barra (* 1581 in Middelburg; † 1634 in London), auch als Johann Bara oder im englischen Raum als John Bara bekannt, war ein niederländischer Maler, Glasmaler und Kupferstecher. 
Barra arbeitete zu Beginn in Holland und ging später nach London, wo er im Jahre 1634 verstarb. Er nannte sich manchmal, sculptor et vitrearum imaginum pictor. Seine Schöpfungszeit liegt zwischen 1598 und 1632. In jener Zeit veröffentlichte Johannes Barra zahlreiche Kupferstiche, die den Werken von Egidius Sadeler ähneln, diese aber nicht kopieren.

## Werke
- The generall historie of Virginia, New-England, and the Summer Isles : with the names of the adventurers, planters, and governours from their first beginning, ano 1584 to this present 1626, with the procedings of those severall colonies and the accidents that befell them in all their journyes and discoveries : also the maps and descriptions of all those countryes, their commodities, people, government, customes, and religion yet knowne : divided into sixe bookes[1]
- Illustrissimo et reverendissimo principi ac domino Sbigneo Berka archiepiscopo Pragensi